# گذرنامه سنگاپوری

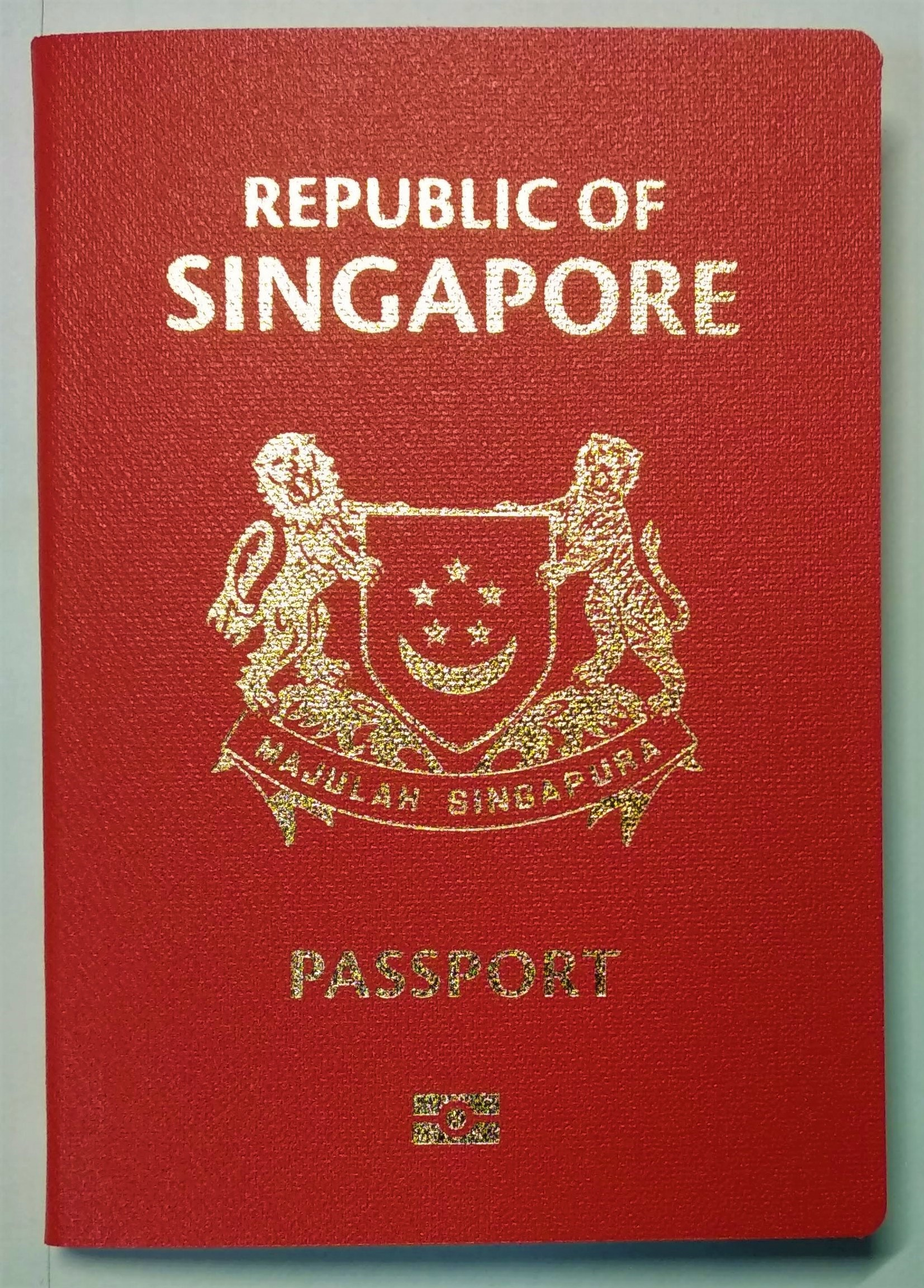
نمایی از یک‌نسخه گذرنامهٔ سنگاپوری در سال ۲۰۱۸

گذرنامهٔ سنگاپوری یک مدرک سفر بین‌المللی است که توسط کشور سنگاپور صادر می‌شود و بنا بر داده‌های سال ۲۰۲۳، دارندگان آن می‌توانستند به ۱۹۲ کشور دیگر بدون دریافت ویزا سفر کنند یا ویزا را در بدو ورود دریافت نمایند. این گذرنامه بر اساس رتبه‌بندی شاخص گذرنامهٔ هنلی در سال ۲۰۲۳ در رتبهٔ ۱ قرار داشت.